# Санта Марија дел Понте (Пескара)
Санта Марија дел Понте (итал. Santa Maria del Ponte) је насеље у Италији у округу Пескара, региону Абруцо.
Према процени из 2011. у насељу је живело 39 становника. Насеље се налази на надморској висини од 233 м.